# Quartier generale di Northwood
Il Quartier generale di Northwood (inglese: Northwood Headquarters) è una struttura  militare delle forze armate britanniche con sede a Eastbury, nella contea dello Hertfordshire, in Inghilterra, adiacente al sobborgo londinese di Northwood. La struttura espleta cinque funzioni di comando e controllo militare:
1. Quartier generale del Comando Strategico (Strategic Command), precedentemente comando congiunto delle forze (Joint Forces Command)
2. Quartier generale permanente congiunto (Permanent Joint Headquarters) o quartier generale permanente interforze
3. Quartier generale multinazionale
4. Comandante delle operazioni della Royal Navy
5. Comando marittimo alleato della NATO

## Storia
Il quartier generale si trova nella tenuta di Eastbury Park. La Royal Air Force nel 1938 rilevò la tenuta installandovi nel 1939 il Royal Air Force Coastal Command, creando anche una rete di bunker sotterranei e blocchi operativi, utilizzandola principalmente come mensa ufficiali, nonostante i danneggiamenti causati da un incendio.
Nel 1953 l'ammiraglio comandante in capo, della Home Fleet, ottenne un'ulteriore responsabilità della NATO come comandante in capo, nell'Atlantico orientale, come parte del SACLANT, e la struttura di comando militare della NATO nell'Atlantico orientale venne istituita presso la sede di Northwood. Il comandante in capo della Home Fleet continuava tuttavia a issare la sua insegna di comanda sulla sua nave ammiraglia di base a Portsmouth. Nel 1960 il comando in capo della Home Fleet venne trasferito a Northwood e nel 1966 anche il comando della Manica della NATO, carica ricoperta anche questa dal comandante della Home Fleet, venne trasferito da Portsmouth a Northwood. Nel 1967, la Home Fleetin seguito allo scioglimento della Mediterranean Fleet, di cui acquisì anche le funzioni, ne ricevette in organico le navi, divenendo la Western Fleet che stabilì la sua sede comando a Northwood.
la RAF lasciò Northwood nel 1969, quando il Royal Air Force Coastal Command venne inglobato insieme al Bomber Command nel RAF Strike Command.
Nel settembre 1971, quando con l'unificazione della Western Fleet con la Eastern Fleet venne istituito il comando in capo della flotta con la carica di comandante in capo della flotta, la Royal Navy assunse la responsabilità dell'intero sito e nel 1978 anche il comando della flotta dei sottomarini trasferì il suo quartier generale a Northwood.
Come quartier generale del comandante in capo della flotta, Northwood è stato nel 1982 il centro di controllo operativo nel corso della guerra delle Falkland.
Il Quartier generale permanente congiunto (Permanent Joint Headquarters) o quartier generale permanente interfore è stato insediato nell'aprile 1996.
Nel 2002, a seguito di una razionalizzazione, il comando in capo della flotta ha trasferito la maggior parte del suo personale a Portsmouth, consegnando il sito di Northwood al Joint Forces Command (JFC) il Comando operativo interforze delle forze armate britanniche.
Nel 2006 sono iniziati importanti lavori di costruzione per migliorare la funzionalità del sito: i lavori, che hanno comportato la ristrutturazione o la sostituzione di molti degli edifici chiave, sono stati condotti nell'ambito di un contratto sottoscritto con l'impresa Carillion.
La regina ha visitato il sito il 6 maggio 2010 in occasione dell'inaugurazione dell'edificio principale della sede del Quartier generale permanente congiunto (Permanent Joint Headquarters), parte di una riqualificazione del sito costata 150 milioni di sterline.
Il comando delle forze congiunte è stato istituito sul posto nell'aprile 2012.

## Comando congiunto delle forze
Lo Strategic Command (UKStratCom), nuova denominazione assunta alla fine del 2019 dal comando congiunto, gestisce le capacità congiunte assegnate alle tre forze armate. Con l'istituzione nel 2010 del Joint Forces Command diverse funzioni organizzative precedentemente gestite a livello centrale dal Ministero della Difesa sono passate al Comando congiunto delle forze, tra cui la direzione delle forze speciali, le Accademie della difesa e il Centro elaborazione e sviluppo della dottrina militare. La capacità operativa iniziale è stata raggiunta nell'aprile 2012 e la piena capacità operativa è stata raggiunta nell'aprile 2013. Il JFC aveva a disposizione in totale circa 30.000 militari e civili. Il 9 dicembre 2019 è stato annunciato che il comando delle forze congiunte è stato ribattezzato "Comando strategico", occupandosi del programma di trasformazione del Ministero della Difesa e assumendosi compiti di una serie di capacità strategiche e di difesa. Il comando strategico integra i combattimenti aerei, terrestri, marittimi, informatici e spaziali, assicurando che le forze armatei operino in prima linea nell'ambiente dell'informatica.

## Quartier generale permanente congiunto
Il Quartier generale permanente congiunto (inglese: Permanent Joint Headquarters; acronimo: PJHQ) è un'organizzazione interforze che detiene il controllo operativo delle forze armate britanniche e il coordinamento e la direzione delle operazioni militari congiunte. Il PJHQ è guidato dal capo dello Strategic Command.

## Quartier generale multinazionale
All'interno dello stesso edificio sede del Quartier generale permanente congiunto, è ospitato anche il Quartier generale multinazionale per il comando delle operazioni militari dell'Unione europea. Il personale a supporto di questa struttura è distaccato dai diversi contingenti nazionali delle forze della NATO presenti a Northwood, e incrementato secondo le esigenze. Il Quartier generale multinazionale è composto da personale dell'UE che dirige le operazioni contro la pirateria.
Il quartier generale operativo (inglese: Operational Headquarters; acronimo: OHQ) della forza navale dell'UE si è trasferito da Northwood, nel Regno Unito, a Rota, in Spagna, e a Brest, in Francia, il 29 marzo 2019.

## Royal Navy
Northwood è la sede del comando operativo della Royal Navy. Alle dipendenze del Commander Operations (Comandante operativo) della Royal Navy vi sono il Commander Task Force (CTF) 311 in cui sono inquadrati e sottomarini di attacco del Regno Unito e il CTF 345 in cui sono inquadrati i sottomarini nucleari della Royal Navy.
I riservisti della HMS Wildfire, parte della Royal Naval Reserve, che si era trasferita da Northwood a Brackenhill House sulla Oxhey Drive South nel 1988, sono tornati in un nuovo edificio nella sed di Northwood nel giugno 2011.

## Comando marittimo alleato
Il Comando marittimo alleato (MARCOM) ha sede a Northwood ed è alle dipendenze del Quartier generale supremo delle potenze alleate in Europa.